# Azorella ulicina
Azorella ulicina är en växtart i släktet Azorella och familjen flockblommiga växter.
Arten är en liten buske som växer i Bolivia och nordvästra Argentina. Den beskrevs först av John Gillies och William Jackson Hooker och fick sitt nu gällande namn av Gregory M. Plunkett och Antoine N. Nicolas.